# Gare d’Orchies
Gare d'Orchies – stacja kolejowa w Orchies, w departamencie Nord, w regionie Hauts-de-France, we Francji. Jest zarządzana przez SNCF (budynek dworca) i przez RFF (infrastruktura).
Stacja jest obsługiwana przez pociągi TER Nord-Pas-de-Calais.

## Położenie
Stacja znajduje się na linii Fives – Hirson, w km 22,085, pomiędzy stacjami Nomain i Landas, na wysokości 33 m n.p.m.

## Linie kolejowe
- Fives – Hirson
- Pont-de-la-Deûle – Bachy - Mouchin
- Somain – Halluin